# Saint-Pierre-en-Port
Saint-Pierre-en-Port é uma comuna francesa na região administrativa da Normandia, no departamento de Sena Marítimo. Estende-se por uma área de 3,89 km². Em 2010 a comuna tinha 841 habitantes (densidade: 216,2 hab./km²).